# 荏原 (品川区)
荏原（えばら）は、東京都品川区の地名。現行行政地名は荏原一丁目から荏原七丁目。住居表示実施済区域。

## 地理
品川区の西部に位置する。北部は桐ヶ谷通りに接し、これを境に西五反田に接する。東部から南東部は中原街道に接し、これを境に平塚・西中延にそれぞれ接する。南部は旗の台に接する。地域西部は小山に接する。（いずれも地名は品川区）町域内を旧中原街道、26号線通り、立会道路、延山通り、栄通りがそれぞれ通っている。町域内は中原街道沿いに商業ビルやマンション等の高層建造物が見られるほかは主に住宅地となっている。三丁目内には隣の小山から続く武蔵小山商店街パルムが中原街道に接する付近まで続いている。この商店街は東京23区を代表するアーケード商店街として知られ、多くの人が訪れる。

### 地価
住宅地の地価は、2025年（令和7年）1月1日の公示地価によれば、荏原1-22-1の地点で95万1000円/m2となっている。

## 歴史

### 町名の変遷
| 実施後     | 実施年月日   | 実施前（特記なければ各町丁ともその一部） |
| ---------- | ------------ | ---------------------------------------- |
| 荏原一丁目 | 1965年9月1日 | 荏原1〜7、平塚1〜5、西大崎2の一部        |
| 荏原二丁目 | 1965年9月1日 | 荏原1〜7、平塚1〜5、西大崎2の一部        |
| 荏原三丁目 | 1965年9月1日 | 荏原1〜7、平塚1〜5、西大崎2の一部        |
| 荏原四丁目 | 1965年9月1日 | 荏原1〜7、平塚1〜5、西大崎2の一部        |
| 荏原五丁目 | 1965年9月1日 | 荏原1〜7、平塚1〜5、西大崎2の一部        |
| 荏原六丁目 | 1965年9月1日 | 荏原1〜7、平塚1〜5、西大崎2の一部        |
| 荏原七丁目 | 1965年9月1日 | 荏原1〜7、平塚1〜5、西大崎2の一部        |

## 世帯数と人口
2023年（令和5年）1月1日現在（東京都発表）の世帯数と人口は以下の通りである。
| 丁目       | 世帯数     | 人口     |
| ---------- | ---------- | -------- |
| 荏原一丁目 | 1,838世帯  | 3,005人  |
| 荏原二丁目 | 1,647世帯  | 2,912人  |
| 荏原三丁目 | 1,573世帯  | 2,516人  |
| 荏原四丁目 | 2,149世帯  | 3,707人  |
| 荏原五丁目 | 1,567世帯  | 2,684人  |
| 荏原六丁目 | 2,084世帯  | 3,684人  |
| 荏原七丁目 | 1,390世帯  | 2,724人  |
| 計         | 12,248世帯 | 21,232人 |

### 人口の変遷
国勢調査による人口の推移。
| 年                 | 人口   |
| ------------------ | ------ |
| 1995年（平成7年）  | 17,593 |
| 2000年（平成12年） | 17,880 |
| 2005年（平成17年） | 19,308 |
| 2010年（平成22年） | 19,678 |
| 2015年（平成27年） | 21,275 |
| 2020年（令和2年）  | 22,097 |

### 世帯数の変遷
国勢調査による世帯数の推移。
| 年                 | 世帯数 |
| ------------------ | ------ |
| 1995年（平成7年）  | 7,917  |
| 2000年（平成12年） | 8,648  |
| 2005年（平成17年） | 9,837  |
| 2010年（平成22年） | 10,343 |
| 2015年（平成27年） | 11,563 |
| 2020年（令和2年）  | 12,504 |

## 学区
区立小・中学校に通う場合、学区は以下の通りとなる（2020年4月時点）。
| 丁目       | 番地 | 小学校                 | 中学校                 |
| ---------- | --- | ---------------------- | ---------------------- |
| 荏原一丁目 | 15〜18番 20〜23番 | 品川区立京陽小学校     | 品川区立荏原平塚学園   |
| 荏原一丁目 | 1番2〜3号 2番1〜3号、5〜7号 2番16〜17号 5番1〜2号、6号、20号 6番1号、3号、15号 9番1〜2号、13〜14号 10番1〜2号、5〜6号 10番14号 13番1〜4号 14番1〜7号、13〜14号 | 品川区立第一日野小学校 | 品川区立荏原第一中学校 |
| 荏原一丁目 | その他 | 品川区立後地小学校     | 品川区立荏原第一中学校 |
| 荏原二丁目 | 1～3番 9番、18番 | 品川区立京陽小学校     | 品川区立荏原平塚学園   |
| 荏原二丁目 | その他 | 品川区立荏原平塚学園   | 品川区立荏原第一中学校 |
| 荏原三丁目 | 全域 | 品川区立荏原平塚学園   | 品川区立荏原第一中学校 |
| 荏原四丁目 | 全域 | 品川区立荏原平塚学園   | 品川区立荏原平塚学園   |
| 荏原五丁目 | 全域 | 品川区立小山小学校     | 品川区立荏原第六中学校 |
| 荏原六丁目 | 全域 | 品川区立第二延山小学校 | 品川区立荏原平塚学園   |
| 荏原七丁目 | 全域 | 品川区立第二延山小学校 | 品川区立荏原平塚学園   |

| 丁目       | 番地 | 小学校                 | 中学校                 |
| ---------- | --- | ---------------------- | ---------------------- |
| 荏原一丁目 | 1番2〜3号 2番1〜4号、16〜17号 5番1〜7号、20号 6番1〜4号、15号 9番1〜4号、13〜14号 10番1〜6号、14号 13番1～4号 14番1～7号、13〜15号 | 品川区立第一日野小学校 | 品川区立日野学園       |
| 荏原一丁目 | 1番7〜35号 2番5〜15号 3〜4番 5番8〜19号 6番5〜14号 7〜8番 9番5〜12号 10番7〜13号 11〜12番 13番5号 14番8〜12号 19番、24〜25番       | 品川区立後地小学校     | 品川区立荏原第一中学校 |
| 荏原一丁目 | その他 | 品川区立京陽小学校     | 品川区立戸越台中学校   |
| 荏原二丁目 | 1〜3番、9番、18番 | 品川区立京陽小学校     | 品川区立戸越台中学校   |
| 荏原二丁目 | その他 | 品川区立荏原平塚学園   | 品川区立荏原平塚学園   |
| 荏原三丁目 | 全域 | 品川区立荏原平塚学園   | 品川区立荏原平塚学園   |
| 荏原四丁目 | 全域 | 品川区立荏原平塚学園   | 品川区立荏原平塚学園   |
| 荏原五丁目 | 全域 | 品川区立小山小学校     | 品川区立荏原第六中学校 |
| 荏原六丁目 | 全域 | 品川区立第二延山小学校 | 品川区立荏原平塚学園   |
| 荏原七丁目 | 全域 | 品川区立第二延山小学校 | 品川区立荏原平塚学園   |

## 交通
町域内に鉄道駅はないが、目的地によって北西部から西部方向にある東急目黒線不動前駅、武蔵小山駅、西小山駅、洗足駅の各駅や、南東部から南部方向にある東急池上線戸越銀座駅、荏原中延駅、旗の台駅、さらに第二京浜下に走る都営浅草線戸越駅などが利用される。他付近を行くバス路線も利用される。

## 事業所
2021年（令和3年）現在の経済センサス調査による事業所数と従業員数は以下の通りである。
| 丁目       | 事業所数  | 従業員数 |
| ---------- | --------- | -------- |
| 荏原一丁目 | 123事業所 | 864人    |
| 荏原二丁目 | 83事業所  | 887人    |
| 荏原三丁目 | 153事業所 | 966人    |
| 荏原四丁目 | 142事業所 | 1,442人  |
| 荏原五丁目 | 75事業所  | 513人    |
| 荏原六丁目 | 98事業所  | 805人    |
| 荏原七丁目 | 43事業所  | 185人    |
| 計         | 717事業所 | 5,662人  |

### 事業者数の変遷
経済センサスによる事業所数の推移。
| 年                 | 事業者数 |
| ------------------ | -------- |
| 2016年（平成28年） | 758      |
| 2021年（令和3年）  | 717      |

### 従業員数の変遷
経済センサスによる従業員数の推移。
| 年                 | 従業員数 |
| ------------------ | -------- |
| 2016年（平成28年） | 5,640    |
| 2021年（令和3年）  | 5,662    |

## 施設
- スクエア荏原（荏原平塚総合区民会館）
- 品川区立荏原第一中学校
- 星薬科大学
- 小山八幡神社
- 荏原第四地域センター
- 荏原健康センター
- 荏原警察署
- 小山八幡神社
- 武蔵小山パルム商店街

## その他

### 日本郵便
- 郵便番号 : 142-0063[3]（集配局 : 荏原郵便局[15]）。